# Alek Wek

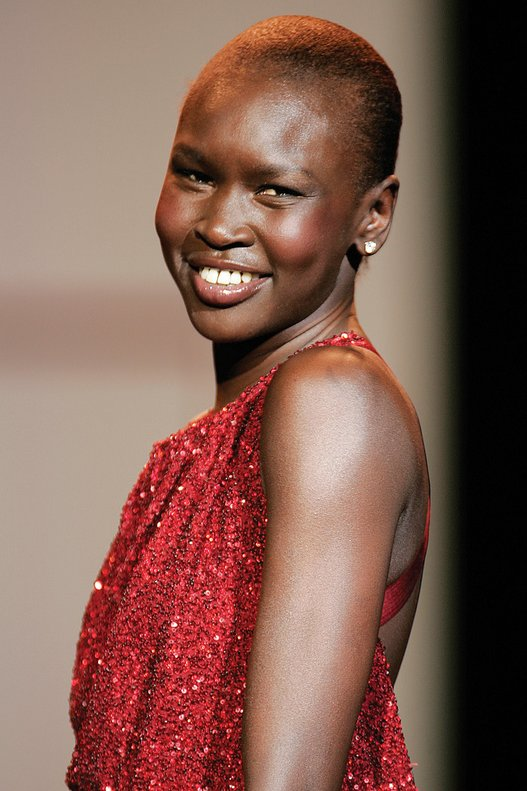
Alek Wek, 2007

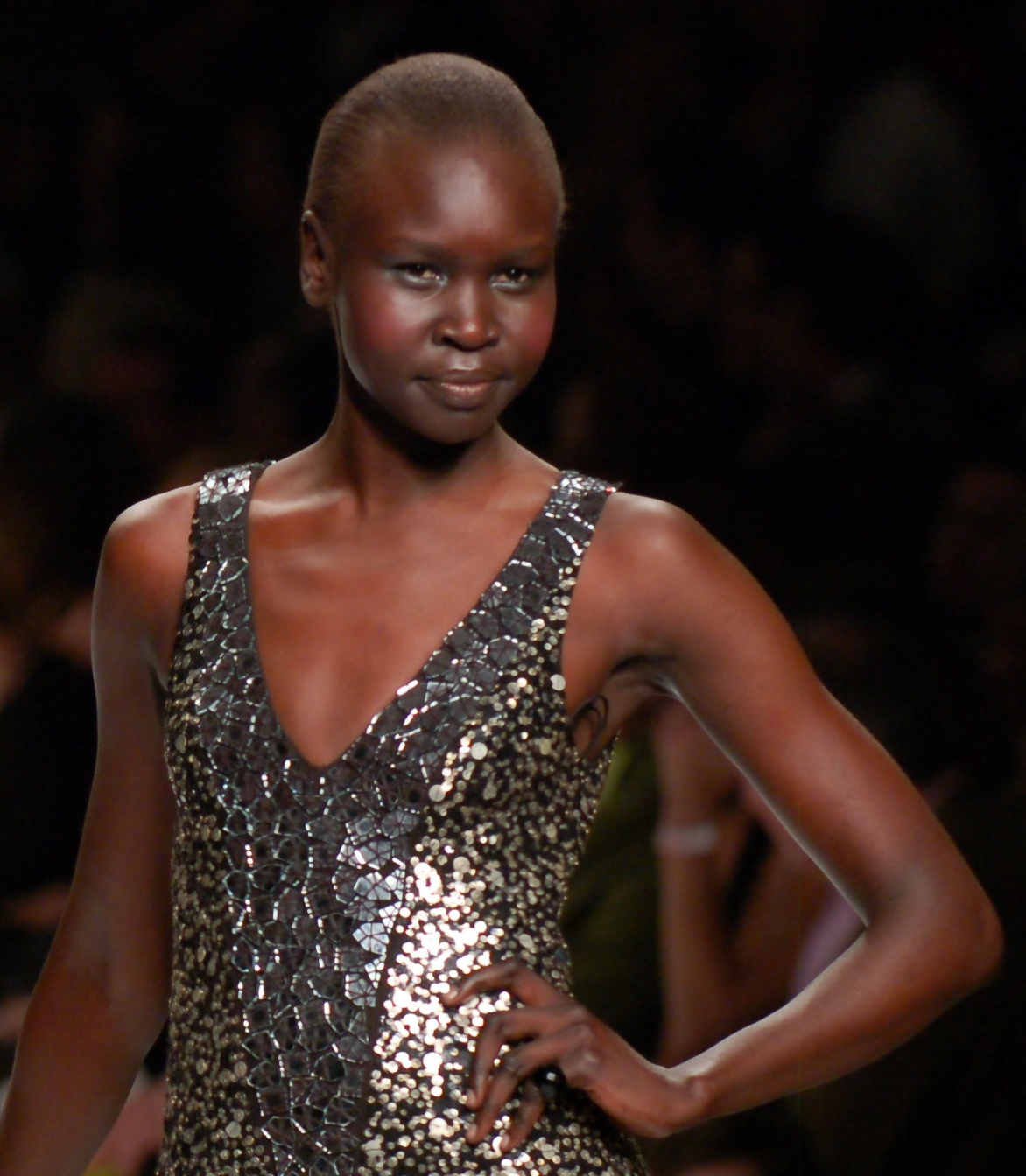
Alek Wek, 2007

Alek Wek (* 16. April 1977 in Wau, Sudan) ist ein Fotomodel.

## Kindheit und Jugend
Sie wurde 1977 als siebtes von neun Geschwistern in der südsudanesischen Stadt Wau geboren und gehört dem Volk der Dinka an. Als nach 1983 der Bürgerkrieg im Südsudan wieder aufflammte und in Wau Kämpfe ausbrachen, floh ihre Familie mit ihr über Khartum nach Großbritannien. Dort besuchte sie das London College of Fashion.

## Karriere
Große Aufmerksamkeit erhielt sie 1995 durch das Musikvideo für GoldenEye von Tina Turner und fand danach recht schnell ihren Weg in die Mode-Welt als Mannequin. Im Jahr 1997 war Alek Wek das erste afrikanische Model, das auf dem Titelblatt von Elle zu sehen war.
Alek Wek hatte Anzeigenkampagnen für Marken wie Issey Miyake, Moschino, Victoria’s Secret und Clinique. Sie lief Modeschauen unter anderen für John Galliano, Donna Karan und Calvin Klein. Mehrfach erschien sie im Pirellikalender und drehte Fernsehwerbung u. a. für GAP Jeans. 1997 erhielt sie gleich drei Auszeichnungen als Model: „Best New Model“ vom Venus de la Mode Fashion Award, MTV’s „Model of the Year“ und „Model of the Decade“ von der Zeitschrift i-D. 2002 spielte sie eine Nebenrolle in dem Film Die vier Federn und 2018 ebenfalls eine Nebenrolle in Luca Guadagninos Film
Suspiria.
Seit 2003 lebt Alek Wek in New York, wo sie neben ihrem Modelberuf auch als Designerin für Taschen mit eigenen Kollektionen tätig ist. Ihre Taschenkollektion Wek1933 ist nach ihrem verstorbenen Vater und dessen Geburtsjahr benannt.
Wek ist Mitglied im Gremium des US-Komitees für Flüchtlinge.

## Schriften
2007 erschien Alek Weks Buch Nomadenkind (Englische Originalausgabe: Alek – From Sudanese Refugee to International Supermodel), in dem sie ihre Flucht aus dem Sudan, ihre Kindheit in London und ihre Anfänge als Model beschreibt.
- Alek Wek: Nomadenkind – meine Flucht aus dem Sudan und mein Weg zum Topmodel. Krüger, Frankfurt am Main 2007, ISBN 978-3-8105-2367-9.